# Kristin Tüttenberg
Kristin Tüttenberg (* 7. April 1941 in Berlin) war von 1992 bis 2005 Richterin am deutschen Bundessozialgericht.
Nach Beendigung ihrer juristischen Ausbildung trat Tüttenberg in den höheren Justizdienst des Landes Rheinland-Pfalz ein, wo sie zunächst als Gerichtsassessorin am Landgericht Mainz tätig wurde. 1973 erfolgte ihre Ernennung zur Richterin am Landgericht.
Im Jahre 1982 wechselte Tüttenberg von der ordentlichen zur Sozialgerichtsbarkeit. Im Jahr 1983 wurde sie zur Richterin am Landessozialgericht befördert und nahm ihre Tätigkeit am Landessozialgericht Rheinland-Pfalz auf. Zum 1. Januar 1988 wurde sie zur Präsidentin des Sozialgerichts Koblenz ernannt. 
Von 1992 bis zu ihrem Eintritt in den Ruhestand 2005 war Tüttenberg Richterin am Bundessozialgericht.
Sie war neben der richterlichen Tätigkeit 1990 bis 1995 Mitglied des Präsidiums des Deutschen Richterbundes, wobei sie ab Mai 1992 Stellvertretende Bundesvorsitzende war. 